# Porotrichum filiferum
Porotrichum filiferum là một loài Rêu trong họ Neckeraceae. Loài này được Mitt. miêu tả khoa học đầu tiên năm 1869.